# Charles-Antoine Leclerc de La Bruère
Pour les articles homonymes, voir Charles Leclerc, Leclerc et La Bruère.
Charles-Antoine Leclerc de La Bruère est un auteur dramatique et historien français né à Crépy-en-Valois en 1714 et mort à Rome le 18 septembre 1754.
Il est le fils de Charles Leclerc de Montlinot, président au présidial de Valois, et de sa première épouse, Claude Valbin Duplessis. Il est le demi-frère de Charles Leclerc de Montlinot.
Il est surtout connu comme auteur du livret de la tragédie lyrique Dardanus de Jean-Philippe Rameau. Le livret a généralement été considéré comme un des plus mauvais qui ait été mis en musique par celui-ci. Il amalgame des éléments mythologiques de second plan et des réminiscences des épopées de la renaissance Italienne dans une action d'une invraisemblance consommée : la trame dut en être modifiée à plusieurs reprises afin de contrer les nombreuses critiques.

## Biographie
Avec Louis Fuzelier (autre librettiste de Rameau), il fut, de novembre 1744 à juin 1748, directeur du Mercure de France par brevet royal.
En 1749, il part à Rome comme secrétaire d'ambassade auprès du duc de Nivernais.

## Œuvres
- Les Mécontents, comédie en 1 acte, Paris, Comédie-Française, 1er décembre 1734
- Les Voyages de l'Amour, ballet en 4 actes, Paris, Académie royale de musique, 3 mai 1736
- Dardanus, tragédie lyrique en 5 actes et un prologue[1], musique de Jean-Philippe Rameau, Paris, Académie royale de musique, 19 novembre 1739
- La Convalescence du Roi, poème, 1744
- Histoire du règne de Charlemagne, 1745, 2 vol.
- Érigone, ballet en 1 acte, musique de Mondonville, Versailles, Théâtre des petits appartements, 21 mars 1748
- Le Prince de Noisy, ballet héroïque en 3 actes, musique de François Rebel et François Francœur, Versailles, Théâtre des petits appartements, 13 mars 1749
- La Coquette fixée, comédie en 3 actes et en vers, avec le duc de Nivernais et Voisenon, Paris, Comédiens italiens ordinaires du roi, 10 mars 1746
- Les Fêtes de Paphos, ballet héroïque, musique de Mondonville, Paris, Académie royale de musique, 9 mai 1758
- Linus, tragédie lyrique en 5 actes, musique de Pierre Montan Berton, Antoine Dauvergne et Jean-Claude Trial, 1769